# The Young Americans College of the Performing Arts

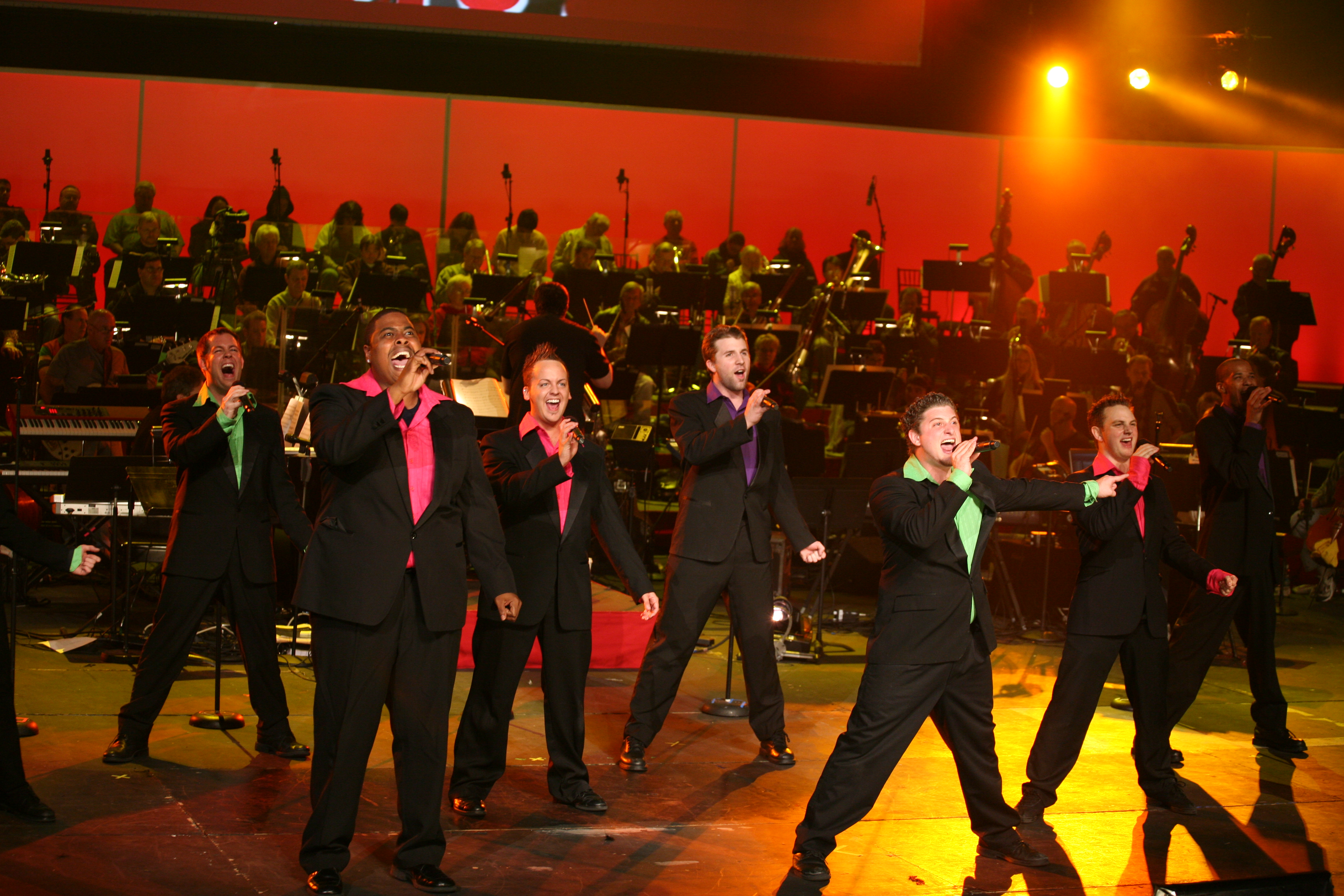
Absolventen bei einem Auftritt in Anaheim (2007)

The Young Americans College of the Performing Arts (kurz YACPA) ist ein Musik-, Tanz- und Schauspielkonservatorium (performing arts conservatory) in der Greater Los Angeles Area in den Vereinigten Staaten.

## Geschichte
Die Schule ist aus der bekannten Künstlergruppe The Young Americans hervorgegangen, die eng angeschlossen sind und eine praktische Ausbildung und einen erfolgreichen Einstieg in die darstellenden Künste garantieren. Zuvor nannte sie sich California Pacific College of the Performing Arts bis sie 2010 umbenannt wurde. Am 26. Januar 2025 gaben The Young Americans bekannt, dass das College nach dem Ende des Frühjahrssemesters geschlossen wird.

## Unterricht
Die Schule unterrichtet rund 200 Studenten in den Fächern Tanz, Gesang, Schauspiel und Unterrichtsmethodik. Ziel des Colleges ist es nach dessen eigener Darstellung, Künstler auszubilden, die ihre Menschlichkeit bewahren und ihrem Publikum einen Sinn für die Realität bieten. Das Young Americans College of the Performing Arts möchte eine innovative und kreative Lernumgebung schaffen, um so das künstlerische, intellektuelle und persönliche Wachstum zu fördern.